# Hans Halden
Hans Halden (* 12. Januar 1888 in Breslau; † 21. September 1973 in Berlin), eigentlich Ernst Georg Siewert, war ein deutscher Schauspieler bei Bühne und Film.

## Leben
Halden begann noch in der Kaiserzeit seine künstlerische Laufbahn und wirkte zunächst in der Provinz, zuletzt (Spielzeit 1912/13) am Großherzoglichen Hoftheater in Schwerin. Anschließend ging er nach Berlin, wo er sowohl seine Bühnenlaufbahn fortsetzte als auch erstmals vor die Filmkamera trat.
Dennoch blieb das Theater zunächst ein Hauptbetätigungsfeld, und man sah Halden u. a. an der Volksbühne und den Saltenburg-Bühnen, nach 1933 am Rose-Theater und während des Zweiten Weltkriegs auch am von Heinrich George geleiteten Schiller-Theater. Gleich nach dem Krieg setzte Halden seine künstlerische Laufbahn am Hebbel-Theater und an der Bühne der Jugend fort. In den 1950er Jahren gehörte Hans Halden den Ensembles der Berliner Spielstätten Tribüne und Renaissance-Theater an.
1957 übersiedelte Halden nach Hamburg, um einem Engagement an das Theater im Zimmer nachzukommen. Im darauffolgenden Jahrzehnt kehrte Hans Halden nach Berlin zurück und ging in den Ruhestand.
Haldens (überwiegend kleine) Rollen beim Film, dem er sich vor allem in den 1930er Jahren zuwandte, waren meist gravitätischer Natur: Er spielte mehrfach Polizei- bzw. Kriminalkommissare, aber auch einen Bankier und einen Arzt. In seinen späten Berliner Arbeitsjahren ließ er sich auch vom noch jungen Fernsehen engagieren. Dort wiederum setzte man Halden regelmäßig als den „kleinen Mann von der Straße“ (Angestellter, Schuster, Hausknecht) ein.

## Filmografie
- 1913: Ein Mädchen zu verschenken
- 1914: Im Schützengraben
- 1915: Der Tunnel
- 1921: Die Schuldige
- 1931: Weekend im Paradies
- 1931: Der Hauptmann von Köpenick
- 1932: Die elf Schill’schen Offiziere
- 1932: So ein Mädel vergißt man nicht
- 1934: Erstens kommt es anders
- 1936: Das Hofkonzert
- 1936: Donner, Blitz und Sonnenschein
- 1937: Sherlock Holmes
- 1938: Rote Orchideen
- 1938: Mordsache Holm
- 1938: Verwehte Spuren
- 1939: Der grüne Kaiser
- 1940: Das himmelblaue Abendkleid
- 1951: Sündige Grenze
- 1954: Klavier zu verkaufen (Fernsehfilm)
- 1954: Der Briefträger ging vorbei (Fernsehfilm)
- 1956: Das Friedensfest (Fernsehfilm)

## Theater
- 1919: R. Bauer-Greeff: Der Umzug (Bildhauer) – Regie: Paul Legband ( Volksbühne Theater am Bülow-Platz Berlin)
- 1921: Ludwig Tieck: Der gestiefelte Kater (Fischer) – Regie: Jürgen Fehling (Volksbühne Theater am Bülow-Platz Berlin)
- 1922: Adolph L’Arronge: Mein Leopold (Mielisch) – Regie: Heinz Hilpert (Volksbühne Theater am Bülow-Platz Berlin)
- 1925: Friedrich Schiller: Don Carlos (Domingo) – Regie: Fritz Holl (Volksbühne Theater am Bülowplatz Berlin)
- 1932: Walter Gilbricht: Oliver Cromwells Sendung – Regie: Heinz Hilpert (Volksbühne Theater am Bülowplatz Berlin)
- 1933: William Shakespeare: Viel Lärm um nichts (Barachin) – Regie: Heinz Hilpert (Volksbühne Theater am Bülowplatz Berlin)
- 1933: Gerhart Hauptmann: Florian Geyer (Ritter Grumbach) – Regie: Heinz Hilpert (Volksbühne Theater am Bülowplatz Berlin)
- 1933: Friedrich Schreyvogl: Tod in Genf (Der Tod) – Regie: Martin Kerb (Volksbühne Theater am Horst Wessel Platz Berlin)
- 1933: Ferdinand Raimund: Der Bauer als Millionär (Der Neid) – Regie: Heinz Hilpert (Theater Volksbühne am Horst-Wessel-Platz Berlin)
- 1934: Hermann Sudermann: Stein unter Steinen (Arbeiter) – Regie: Heinz Hilpert (Volksbühne Theater am Horst Wessel Platz Berlin)
- 1934: Georg Büchner: Leonce und Lena (Schulmeister) – Regie: Heinz Hilpert (Volksbühne Theater am Horst Wessel Platz Berlin)
- 1934: Heinrich von Kleist: Der zerbrochne Krug (Schreiber Licht) – Regie: Heinz Hilpert (Volksbühne Theater am Horst Wessel Platz Berlin)
- 1934: Louis Angely: Die Reise auf gemeinschaftliche Kosten (Kammerdiener Brennicke) – Regie: Heinz Hilpert (Volksbühne Theater am Horst-Wessel-Platz Berlin)
- 1939: Paul Sarauw: Der kluge Mann – Regie: Ernst Legal (Schiller Theater Berlin)
- 1943: Mihály Vörösmarty: Csongor und Tünde (Gelehrter) – Regie: Antal Németh (Schiller Theater Berlin)
- 1946: Bayard Veiller: Der Prozeß Mary Dugan (Staatsanwalt Galway) – Regie: ? (Rheingau-Theater Berlin)
- 1946: George Bernard Shaw: Man kann nie wissen (Vater) – Regie: H. A. Schröder (Rheingau-Theater Berlin)
- 1946: Georg Kaiser: Der Soldat Tanaka (Großvater Tanaka) – Regie: Willi Schmidt (Hebbel-Theater Berlin)
- 1946: Friedrich Wolf: Professor Mamlock – Regie: Fritz Wisten (Hebbel-Theater Berlin)
- 1946: Paul Osborn: Galgenfrist – Regie: Karlheinz Martin (Hebbel-Theater Berlin)
- 1947: Jean Giraudoux: Der trojanische Krieg findet nicht statt (Geopolitiker) – Regie: O. E. Hasse (Hebbel-Theater Berlin)
- 1948: Friedrich Schiller: Don Carlos (Inquisitor) – Regie: Ernst Schröder (Rheingau-Theater Berlin)
- 1948: Albert Camus: Caligula – Regie: Peter Elsholtz (Rheingau-Theater Berlin)
- 1949: Henrik Ibsen: Die Wildente (Arzt) – Regie: Kurt Raeck (Renaissance-Theater Berlin)
- 1949: François Mauriac: Asmodée – Regie: Rochus Gliese (Renaissance-Theater Berlin)
- 1949: James Bridie: Daphne (Stammgast) – Regie: ? (Renaissance-Theater Berlin)
- 1950: Georg Kaiser: Der Gärtner von Toulouse (Bürokrat) – Regie: Thomas Engel (Theater am Kurfürstendamm)
- 1950: Ladislas Fodor: Gericht bei Nacht (Professor) – Regie: Ralph Lothar (Renaissance-Theater Berlin)